# Litoria sanguinolenta
Litoria sanguinolenta és una espècie de granota del gènere Litoria de la família dels hílids. Originària d'Indonèsia.